# Blaž Arnič
Blaž Arnič (Luče, 31 gennaio 1901 – Lubiana, 1º febbraio 1970) è stato un compositore sloveno.

## Biografia

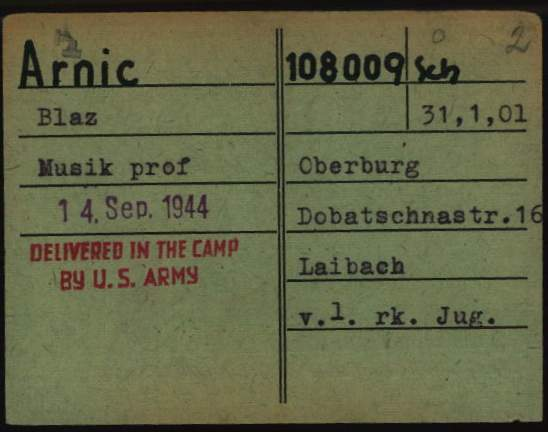
Scheda di registrazione di Blaž Arnič come prigioniero nel campo di concentramento nazista di Dachau

Iniziò gli studi al Conservatorio di Lubiana, proseguendoli al Nuovo Conservatorio di Vienna, a Varsavia e infine a Parigi. Trascorsi 2 anni in campo di concentramento a Dachau (1943-1945), nel 1945 fu nominato professore di composizione a Lubiana, presso l'Accademia di Musica.

## Composizioni

### Per orchestra
- 9 sinfonie
  - Sinfonia No. 1 Te Deum con coro e organo, Op. 10 (1932)
  - Sinfonia No. 2 Simfonična rapsodija per pianoforte e grande orchestra, Op. 12 (1933)
  - Sinfonia No. 3 Resurrectionis, Op. 15 (1935)
  - Sinfonia No. 4 Duma con baritono e coro, Op. 17 (1940)
  - Sinfonia No. 5 Vojne vihre, Op. 22 (Le tempeste della guerra; 1941)
  - Sinfonia No. 6 Samorastnik, Op. 35 (Il pioniere; 1948)
  - Sinfonia No. 7 Simfonija dela, Op. 36 (Sinfonia del lavoro; 1950)
  - Sinfonia No. 8 Na domači grudi, Op. 40 (Dalla terra natia; 1951)
  - Sinfonia No. 9 Vojna in mir, Op. 63 (Guerra e pace, IV tempo con soli e coro; 1960)
- 10 poemi sinfonici
  - Memento mori per grande orchestra, Op. 14 (1934)
  - Ples čarovnic, Op. 18 (Danza delle streghe; 1936)
  - Zapeljivec, Op. 19 (Il seduttore; 1937)
  - Pesem planin, Op. 20 (Il canto delle montagne; 1940)
  - Pričakovanje (Aspettando; 1943)
  - Gozdovi pojejo, Op. 27 (Cantano le montagne; 1945)
  - V nove zarje (Verso nuove albe; 1946)
  - Povodni mož, Op. 27 (Lo spirito dell'acqua; 1950)
  - Divja jaga, Op. 53 (1° versione; 1958)
  - Divja jaga, Op. 72 (2° versione; 1965)
  - Vasonalec, Op. 79 (1969)

### Musica vocale
- Z vlakom, per soli, coro e orchestra, Op. 48 (La partenza del treno; 1956)

### Per strumento solista e orchestra
- Concerto per organo e percussioni, Op. 9 (1934)
- 3 concerti per violino
  - Concerto per violino No. 1, Op. 41 (1952)
  - Concerto per violino No. 2, Op. 48 (1953)
  - Concerto per violino No. 3, Op. 73 (1966)
- Concerto per pianoforte (1956)
- Concerto per violoncello, Op. 64 (1960)
- Concerto per clarinetto, Op. 69 (1963)
- Concerto per viola, Op. 78 (1967)

### Musica da camera
- Quartetto, Op. 16 (1933)
- 2 trii con pianoforte
  - Trio con pianoforte No. 1, Op. 6 (1929)
  - Trio con pianoforte No. 2, Op. 23 (1942)
- Concerto per violino e pianoforte, Op. 25 (1934)
- Concerto per violoncello e pianoforte (1949)
- Slike iz mladosti, suite per pianoforte (Quadri di gioventù; 1954)

### Altri generi
- Cori
- liriche
- musiche per film[1]